# Centrum Startowe Satelitów Jiuquan
Kosmodrom Jiuquan  (chiń. upr. 酒泉卫星发射中心; chiń. trad. 酒泉衛星發射中心; pinyin Jiǔquán Wèixīng Fāshè Zhōngxīn) – najstarszy chiński ośrodek rakietowy (satelitarny i balistyczny). Jego budowa rozpoczęła się w 1956, zaś otwarcie nastąpiło w 1958. Położony jest na pustyni Gobi, w północno-zachodnich Chinach, w regionie autonomicznym Mongolia Wewnętrzna. Ma 2800 km² powierzchni. Na jego terenie zakwaterowanych jest około 20 000 ludzi. Przeznaczony początkowo przede wszystkim do wystrzeliwania satelitów naukowych i odzyskiwalnych na niskie i średnie orbity okołoziemskie o wysokich inklinacjach. Stąd wystartował pierwszy chiński lot załogowy, Shenzhou 5.

## Kompleksy startowe
- kompleks startowy północny, LA2, składający się z wyrzutni:

LA2A, używana przez rakiety: Chang Zheng 1, DF-3, DF-5
LA2B, używana przez rakiety: Chang Zheng 2A, Chang Zheng 2C, Chang Zheng 2D, FB-1
- kompleks startowy LA3, najstarszy ze wszystkich, używany przez rakiety: R-2, DF-1, DF-2
- kompleks startowy południowy, LA4, jedyny używany obecnie. Posiada 2 wyrzutnie:

SLS-1, pierwszy start w 1999, używana przez rakiety Chang Zheng 2F, stąd startują chińskie misje załogowe
SLS-2, pierwszy start w 2003, używana przez rakiety Chang Zheng 2C, Chang Zheng 2D, Chang Zheng 4C
Pierwszą niechińską misją wysłaną z tego kosmodromu był szwedzki statek Freja w 1992 roku. 
Jeden z budynków kosmodromu, służący do pionowego montażu rakiet, był najwyższą na świecie jednokondygnacyjną budowlą betonową. Ma 86,1 metra wysokości. Jego sufit waży 13 000 ton. 

## Transport
Do kosmodromu doprowadzona jest specjalna linia kolejowa łącząca ośrodek z krajową magistralą kolejową Lanzhou-Urumczi. Najbliższe lotnisko to odległy o 75 km port lotniczy Dingxin. Z ośrodkiem łączy je betonowa droga o szerokości 8 metrów. 

## Warunki pogodowe
Klimat regionu Jiuquan jest typu pustynnego, kontynentalnego. Charakteryzuje go bardzo mała ilość opadów i długi czas dnia. Średnia roczna temperatura wynosi około 8,5 °C. Względna wilgotność waha się od 35 do 55%.